# Senlis, Oise
Senlis är en kommun och stad i departementet Oise i regionen Hauts-de-France i norra Frankrike, omkring 40 kilometer norr om Paris. Kommunen ligger i kantonen Senlis som tillhör arrondissementet Senlis. År 2022 hade Senlis 15 238 invånare.
Staden under tidig medeltid huvudstad i ett grevskap som Hugo Capet lade under franska kronan.
Under första världskriget intogs Senlis 2 september 1914 av tyskarna (1:a armén, von Kluck). I samband därmed fysiljerades sju som gisslan tagna personer, varibland borgmästaren Odent, som skäl varför anfördes, att invånarna skulle ha beskjutit de tyska trupperna, då dessa trängde in i staden. Händelsen väckte en storm av förbittring i Frankrike och omnämndes ofta under den mot Tyskland riktade ententepropagandan. 10 september samma år besattes Senlis, som då var delvis förstört, åter av fransmännen.
Staden skadades åter svårt under andra världskriget.

## Befolkningsutveckling
Antalet invånare i kommunen Senlis
| Referens: INSEE |